# Amaia Lizarralde
Amaia Lizarralde (San Sebastián, 26 settembre 1966) è un'attrice e produttrice cinematografica spagnola, nota per aver interpretato il ruolo di Hortensa Rubio nella soap Una vita (Acacias 38).

## Biografia
Amaia Lizarralde è nata il 26 settembre 1966 a San Sebastián, in provincia di Gipuzkoa, nella comunità dei Paesi Baschi (Spagna), e oltre alla recitazione si occupa anche di teatro.

## Carriera
Amaia Lizarralde si è formata con Pablo Ibarluzea a San Sebastián e con Joie Landeaux, Andrew Hurteau e Lynne Soffer a San Francisco. Ha anche studiato con José Luis Gómez, Michael Chejov, Lenard Petie, J. Merlin, Mala Power, J. Lecoq, M. Navarro, Augusto Fernandes e Bob Mc Andrew a Madrid. Ha recitato in varie serie come nel 1994 in A ze parea, nel 1999 in Puerta con puerta, nel 2000 in La ley y la vida, nel 2000, nel 2001 e nel 2007 in El comisario, nel 2001 in Dime que me quieres, dal 2002 al 2004 in Hospital Central, nel 2007 e nel 2008 in Planta 25, nel 2008 in Mi querido Klikowsky e in Lex, nel 2009 in U.C.O., nel 2009 e nel 2011 in Fisica o chimica (Física o química), nel 2011 in Ángel o demonio, nel 2017 in Allí abajo e in Nomofobikak, nel 2018 ne La vittima numero 8 (La víctima número 8), nel 2018 e nel 2019 in Gutuberrak, nel 2019 in Secretos de Estado, in Promesas de arena e in IXA Serie-Aplikazioa, nel 2020 in Caronte e in La línea invisible, nel 2021 e nel 2022 ne La scuola dei misteri (El Internado: Las Cumbres). Nel 2021 è stata scelta per interpretare il ruolo di Hortensia Rubio nella soap opera in onda su La 1 Una vita (Acacias 38) e dove ha recitato insieme ad attori come Sandra Marchena, Jorge Pobes, Judith Fernández, Marita Zafra, Octavi Pujades, Inma Sancho e Julio Peña Fernández. Oltre ad aver recitato in serie televisive, ha preso parte anche a film come nel 1993 in La ardilla roja, nel 1996 in Calor... y celos, nel 2004 in Catarsis, nel 2007 in Concursante, nel 2009 in Zorion perfektua, nel 2010 in Izarren argia, nel 2011 in La voce taciuta (La voz dormida), in Bi anai, nel 2015 in Un otoño sin Berlín, nel 2018 in Soinujolearen semea e nel 2020 in Ane. Ha anche recitato in cortometraggi come nel 1997 in Luis Soto, nel 2017 in Versus e nel 2018 in Lekaime. Nell 2005 ha partecipato al programma televisivo La mandrágora.

## Filmografia

### Attrice

#### Cinema
- La ardilla roja, regia di Julio Medem (1993)
- Calor... y celos, regia di Javier Rebollo (1996)
- Catarsis, regia di Ángel Fernández Santos (2004)
- Concursante, regia di Rodrigo Cortés (2007)
- Zorion perfektua, regia di Jabi Elortegi (2009)
- Izarren argia, regia di Mikel Rueda (2010)
- La voce taciuta (La voz dormida), regia di Benito Zambrano (2011)
- Bi anai, regia di Imanol Rayo (2011)
- Un otoño sin Berlín, regia di Lara Izagirre (2015)
- Soinujolearen semea, regia di Fernando Bernués (2018)
- Ane, regia di David Pérez Sañudo (2020)

#### Televisione
- A ze parea – serie TV (1994)
- Puerta con puerta – serie TV (1999)
- La ley y la vida – serie TV (2000)
- El comisario – serie TV (2000-2001, 2007)
- Dime que me quieres – serie TV (2001)
- Hospital Central – serie TV (2002-2004)
- Planta 25 – serie TV (2007-2008)
- Mi querido Klikowsky – serie TV (2008)
- Lex – serie TV (2008)
- U.C.O. – serie TV (2009)
- Fisica o chimica (Física o química) – serie TV (2009, 2011)
- Ángel o demonio – serie TV (2011)
- Allí abajo – serie TV (2017)
- Nomofobikak – serie TV (2017)
- La vittima numero 8 (La víctima número 8) – serie TV (2018)
- Gutuberrak – serie TV (2018-2019)
- Secretos de Estado – serie TV (2019)
- Promesas de arena – serie TV (2019)
- IXA Serie-Aplikazioa – serie TV (2019)
- Caronte – serie TV (2020)
- La línea invisible – serie TV (2020)
- Una vita (Acacias 38) – soap opera, 80 episodi (2021)
- La scuola dei misteri (El Internado: Las Cumbres) – serie TV (2021-2022)

#### Cortometraggi
- Luis Soto, regia di Irene Arzuaga (1997)
- Versus, regia di Demetrio Elorz (2017)
- Lekaime, regia di Xanti Rodriguez (2018)

### Produttrice

#### Televisione
- Nomofobikak – serie TV (2017)
- Gutuberrak – serie TV (2018-2019)

## Teatro
- El alquiler, diretto da Ramon Barea (1994-1996)
- Simbiosis, diretto da Angel Villagrasa (1997)
- El sr. Puntilla, diretto da Rosario Ruiz, presso il teatro di Abadía (1997-1998)
- Los enfermos, diretto da Rosario Ruiz, presso il teatro di Abadía (1999)
- El retablo, diretto da José Luis Gómez, presso il teatro di Abadía (1999)
- La vida es sueño, diretto da Emilio del Valle (2000)
- Mihura por cuatro, diretto da Rosario Ruiz, presso il teatro Español (2006)
- Políticamente incorrecto, diretto da Paco Mir. Pentación (2005-2007)
- Carrera de obstáculos, diretto da Teresa Calo (2011)
- Dignemanen bidaia, diretto da Henk de Reus (2014)
- Tres a una, diretto da Teresa Calo (2015)
- Sarean Katuatuak, diretto da Agurtzane Intxaurraga (2016)
- Pim pam fuera, diretto da Carlos Zabala (2016)
- Atrapadas en la red (2016)
- La firma (2017)
- El cielo, diretto da Quim Zeberio, prodotto da Amaia Lizarralde (2018)
- Behobia, diretto da Quim Zeberio, prodotto da Amaia Lizarralde (2018)
- To run or not to run..., diretto da Quim Zeberio, prodotto da Amaia Lizarralde (2018)
- La beauté de Marilé di Maria Casal (2019)
- Amaya, diretto da Quim Zeberio (2022)

## Programmi televisivi
- La mandrágora (2005)

## Doppiatrici italiane
Nelle versioni in italiano dei suoi film e delle sue serie TV, Amaia Lizarralde è stata doppiata da:
- Lorella De Luca[15] in Una vita[16]